# Höherdimensionale Supergravitation
Höherdimensionale Supergravitation (kurz Höherdimensionale SUGRA) bezeichnet die Formulierung der Supergravitation, einer Kombination aus Supersymmetrie (kurz SUSY) und Gravitation (beschrieben durch die Allgemeine Relativitätstheorie), in mehr als vier Dimensionen. Supergravitation kann in bis zu elf Dimensionen mit einer Zeitdimension sowie in zwölf Dimensionen mit zwei Zeitdimensionen formuliert werden.

## D = 10+2 SUGRA
D = 10+2 SUGRA nutzt mehrdimensionale Zeit für eine Erweiterung, die über die maximal möglichen elf Dimensionen der Supergravitation unter Verwendung von nur einer Zeitdimension hinausgeht. Dieser Fall ist interessant, da Spinoren in mehr als zwölf Dimensionen zwangsläufig mehr als 32 Symmetrieoperationen (nötig für eine maximale Supergravitation) haben müssen, ist jedoch mit elf Raumdimensionen und einer Zeitdimension nicht möglich, da dann Majorana- und Weyl-Spinoren mit 64 Dimensionen auftreten. Mit zehn Raumdimensionen und zwei Zeitdimensionen gibt es jedoch einen kombinierten Majorana-Weyl-Spinor mit nur 32 Dimensionen.
Mit zwei Zeitdimensionen kann es zu Problemen kommt, wie etwa der Aufhebung der Kausalität, also dem nun fehlenden Zusammenhang zwischen Ursache und Wirkung, sowie der Aufhebung der Unitarität, also negativen Wahrscheinlichkeiten und Geistern. Eine mögliche Beschreibung müsste in diesem Fall durch zwei Hamilton-Operatoren für die zwei Zeitdimensionen erfolgen. Jedoch können die Probleme auch durch eine geeignete Eichsymmetrie gelöst werden.

## D = 11 SUGRA

D = 11 Supergravitation als Niedrigenergiegrenzfall der M-Theorie, welche heterotische -Stringtheorie und D = 10 Typ IIA Supergravitation durch Kompaktifizierung ergibt.

D = 11 SUGRA ist der Niedrigenergiegrenzwert der M-Theorie. Werner Nahm zeigte im Jahr 1978, dass in mehr als elf Dimensionen zwangsläufig Teilchen mit einem größeren Spin als das Graviton enthalten sein müssen. Edward Witten zeigte im Jahr 1981, dass erst ab elf Dimensionen die Eichgruppe des Standardmodells enthalten sein kann. Dadurch werden elf Dimensionen zum einzigen Fall, in denen eine mit dem Standardmodell konsistente supersymmetrische Beschreibung des Gravitons möglich ist.

## D = 10 SUGRA

### D = 10 Typ I geeichte SUGRA
D = 10 Typ I geeichte SUGRA ergibt sich als Grenzfall aus der Typ I Stringtheorie sowie den beiden heterotischen Stringtheorien, nämlich der heterotischen {\displaystyle E_{8}\times E_{8}}-Stringtheorie und der heterotischen {\displaystyle \operatorname {SO} (32)}-Stringtheorie. Da der Majorana-Weyl-Spinor der Theorie insgesamt 16 Dimensionen hat, ist diese nicht maximal.

### D = 10 N = (1,1) Typ IIA SUGRA
D = 10 N = (1,1) Typ IIA SUGRA ist die maximale SUGRA (also mit 32 Symmetrieoperationen), welche sich aus der Typ IIA Stringtheorie ergibt. Die Theorie beinhaltet ein Graviton, ein Majorana-Gravitino, ein Kalb-Ramond-Feld, ein Ramond-Ramond-Feld ungerader Dimension, ein Dilaton und ein Dilatino. Dabei ist die Quelle des Ramond-Ramond-Feldes eine D(8k-2)-Brane gerader Dimension.

### D = 10 Typ IIA SUGRA aus D = 11 SUGRA
Aus der D = 11 SUGRA ergibt sich durch Kompaktifizierung über dem eindimensionalen Einheitsintervall {\displaystyle I} die heterotische {\displaystyle E_{8}\times E_{8}}-Stringtheorie und durch Kompaktifizierung über dem eindimensionalen Kreis {\displaystyle S^{1}} die D = 10 Typ IIA SUGRA. Dies bedeutet, dass für eine zehndimensionale glatte Mannigfaltigkeit {\displaystyle M^{10}} die D = 11 SUGRA auf {\displaystyle M^{10}\times I} äquivalent zur heterotischen {\displaystyle E_{8}\times E_{8}}-Stringtheorie auf {\displaystyle M^{10}} und die D = 11 SUGRA auf {\displaystyle M^{10}\times S^{1}} äquivalent zur D = 10 Typ IIA SUGRA auf {\displaystyle M^{10}} ist.

### D = 10 N = (2,0) Typ IIB SUGRA
D = 10 N = (1,1) Typ IIB SUGRA ist die maximale SUGRA (also mit 32 Symmetrieoperationen), welche sich aus der Typ IIB Stringtheorie ergibt. Die Theorie beinhaltet ein Graviton, ein Weyl-Gravitino, ein Kalb-Ramond-Feld, ein Ramond-Ramond-Feld gerader Dimension, ein Dilaton und ein Dilatino. Dabei ist die Quelle des Ramond-Ramond-Feldes eine D(2k+1)-Brane ungerader Dimension.

## D = 9 SUGRA

### Maximale D = 9 SUGRA aus D=10 SUGRA
Obwohl es in zehn Dimensionen die zwei nicht miteinander äquivalenten aber über T-Dualität verbundenen Theorien der D = 10 Typ IIA SUGRA und D = 10 Typ IIB SUGRA gibt, fallen beide bei Kompaktifizierung über dem eindimensionalen Kreis {\displaystyle S^{1}} auf die gleiche Theorie der D = 9 SUGRA zurück. Dies bedeutet, dass für eine neundimensionale glatte Mannigfaltigkeit {\displaystyle M^{9}} sowohl die D = 10 Typ IIA SUGRA als auch die D = 10 Typ IIB SUGRA auf {\displaystyle M^{9}\times S^{1}} äquivalent zur D = 9 SUGRA auf {\displaystyle M^{9}} sind.

### D = 9 N = 1 SUGRA und D = 9 N = 2 SUGRA
Im Gegensatz zur übergeordneten D = 10 SUGRA enthalten sowohl die D = 9 N = 1 SUGRA und D = 9 N = 2 SUGRA stets ein Vektormeson und daher stets eine Eichsymmetrie bezüglich der ersten unitären Gruppe {\displaystyle \operatorname {U} (1)}.